# El sueño de un hombre ridículo
El sueño de un hombre ridículo (Сон смешного человека, Son smeshnogo chelovieka) es un relato corto escrito en 1877 por Fiódor Dostoyevski. El cuento está estructurado en cinco partes y contado en primera persona por un narrador protagonista que relata la historia de la revelación que tuvo gracias a un sueño utópico.

## Argumento
El narrador comienza la historia presentándose como un hombre ridículo y solitario, cuya situación absurda surge de la convicción de que la existencia carece de sentido. Eso lo coloca en una posición de nihilismo negativo, hasta el punto de llegar a afirmar que todo le es indiferente y que las cosas no son más que apariencias, de modo que nunca existió o existirá nada más que en función de él mismo.

Me representaba de modo muy claro que la vida y el mundo no dependían más que de mí. En realidad, hasta podía decirse, en aquel momento, que el mundo no había sido creado más que para mí. [...]

Y puede suceder que, en efecto, nada exista para nadie después de mí y que el mundo entero, una vez que se haya abolido mi conciencia, se desvanezca como un fantasma, puesto que no es más que el objeto de mi conciencia, y que se aniquile, puesto que todo el mundo y todos los hombres acaso no sean más que yo mismo...

Una noche, el narrador anónimo levanta la vista al cielo mientras vagaba por las calles sombrías de San Petersburgo y ve una estrella solitaria que reaviva en él la idea del suicidio, que había estado contemplando desde hacía dos meses. En ese momento acude a él una niña, que solicita entre balbuceos que ayude a su madre moribunda, a la cual rechaza sin consideraciones.
Al volver a su apartamento, el narrador se sienta frente al revólver y se ve asaltado por razonamientos relacionados con su imposibilidad de ser nada, la culpa que siente debido a la forma en que actuó frente a la niña y la contradicción que dicha vergüenza implica, dada la profunda indiferencia que cree sentir hacia el mundo. 

"Es claro, me decía, que si soy un hombre no soy un cero y mientras no sea cambiado en cero, vivo y, por consiguiente, puedo sufrir, irritarme, avergonzarme de mis acciones. Es verdad, pero si me mato dentro de dos horas, ¿qué me importan la niña, la vergüenza y lo demás? Seré reducido a cero, a cero absoluto."

A partir de este planteamiento, se dedica a meditar sobre una serie de interrogantes hasta que cae dormido. En su sueño siguió razonando sobre los asuntos que lo preocupaban. Imaginó que se suicidaba y lo enterraban en una tumba húmeda y fría. Una gota cae sobre su ojo, molestándolo, y movido por su malestar ruega el perdón a un hipotético Ser superior. Tras un minuto de espera, su ataúd se abre y es llevado al espacio, donde se le devuelve la vida. Luego de un largo viaje por el espacio, ve una pequeña estrella, la misma que observó la noche antes del suicidio, y es llevado por el Ser a un planeta similar a la Tierra.
Entonces se encuentra en un lugar similar a un archipiélago griego, y conoce a sus habitantes, hombres bellos y sabios. Al observarlos, el narrador comprende que se encuentra en el paraíso, en una etapa anterior a la que había vivido, donde la Tierra no ha sido manchada por el pecado y los hombres son inocentes y felices. En este ámbito utópico, la ciencia no es necesaria, no existe el deseo ni la propiedad privada y la muerte es afrontada sin temor, con la certeza de la comunión con un Todo en base al cual no se elabora religión alguna. Maravillado, el narrador permanece muchos años con estos seres, y finalmente termina siendo quien origina su caída. Los hombres aprenden de él a mentir, y a partir de esto surgen sus defectos: el engaño engendra el honor y la voluptuosidad, ésta los celos, y los celos la crueldad; poco después ocurre el primer homicidio. Los seres se separan, se vuelven egoístas, individualistas y solitarios, sufren y aprenden a festejar el dolor. La ciencia reemplaza la emoción, y el paraíso es olvidado, pero la nostalgia y la incertidumbre crean religiones. El narrador los observa con dolor y con amor, se echa la culpa y pide el castigo, pero ellos lo rechazan y lo tratan de loco. 
Es entonces cuando despierta. Ante el planteamiento de los hombres que afirman que todo fue una alucinación, explica que la realidad podría no ser más que un sueño, y que la naturaleza de su revelación es superior a lo que ellos llaman vida.  

¿Qué importa, pues, que no fuera más que un sueño? En cambio, vosotros colocáis por encima de todo esta vida y yo estaba dispuesto entonces a suprimirla con su mentira, de un tiro, mientras que mi sueño, ¡oh!, mi sueño se ha convertido para mí en anunciador de una vida nueva, inmensa, regenerada y fuerte.

El narrador es un hombre nuevo, que al ver el revólver lo rechaza y se consagra a vivir, a buscar a la niña a la que ofendió y a predicar lo que ha aprendido.

## Análisis
Este relato ágil explora la soledad del hombre y su posición frente al incierto sentido de la existencia a partir de una visión espiritual, haciendo uso de un humor sutil y del profundo análisis psicológico de los personajes que es usual en las otras obras del autor. A partir de El sueño de un hombre ridículo Dostoyevski describe sus ideas morales, basadas en religión cristiana, y se opone al racionalismo y al nihilismo, posturas que el narrador se encarga de criticar a lo largo del relato y a las que se identifica como consecuencia y causa del alejamiento de la antigua bienaventuranza. Esta felicidad perdida, por la que según Dostoyevski los hombres sienten una remota nostalgia, puede recuperarse si, como expresa el narrador en uno de los últimos párrafos, se sigue un modelo de conducta basado en el amor al prójimo y a la vida.